# 4-乙烯基环己烯
4-乙烯基环己烯是一种有机化合物，化学式为C8H12。尽管它有手性，但通常被用作外消旋体。它是4-乙烯基环己烯二氧化物的前体。

## 制备
4-乙烯基环己烯可由1,3-丁二烯的二聚反应（DA反应）制得，反应在催化剂（碳化硅和铜盐或铬盐的混合物）的存在下于110~425 °C和1.3~100 MPa下发生。该反应的竞争产物是1,5-环辛二烯。